# 額田王
額田王（ぬかたのおおきみ、ぬかたのきみ、生没年不詳。女性）は、飛鳥時代の日本の皇族・歌人。天武天皇の妃（一説に采女や巫女）、額田部姫王（『薬師寺縁起』）とも記される。

## 係累他
『日本書紀』には、鏡王の娘で大海人皇子（天武天皇）に嫁し十市皇女を生むとある。鏡王は他史料に見えないが、｢王」称から2世 - 5世の皇族（王族）と推定される。また、近江国野洲郡鏡里の豪族で壬申の乱の際に戦死したともいう。
生年は不詳であるが、まず孫の葛野王が669年(天智天皇8年)の生まれであることは確実である。このことから、娘の十市皇女の生年は諸説あるが、648年(大化4年)から653年(白雉4年)頃の間の可能性が高い。更に遡って、額田王は631年(舒明天皇3年)から637年(同9年)頃の誕生と推定される。
出生地に関しては大和国平群郡額田郷や島根県東部（出雲国意宇郡）に求める説がある。
『万葉集』『日本書紀』に見える鏡姫王（鏡王女）を姉とする説もあるが（本居宣長『玉勝間』）、それは「鏡王女」の表記を「鏡王の女（むすめ）」と解釈したもので無理があるとの意見もある。また、表記の解釈は同様で「鏡王の女（むすめ）」とは額田王自身のことを指すのではないかという新説も提出されている。
十市皇女の出生後、天武天皇の兄である中大兄皇子（天智天皇）に寵愛されたという話は根強いが確証はない。状況証拠は『万葉集』に収められた歌のみである。特に
- 茜指す紫野行き標野行き野守は見ずや君が袖振る（巻1・20・額田王）
- 紫の匂へる妹を憎くあらば人妻ゆゑに我恋ひめやも（巻1・21・大海人皇子）

の2首などをめぐって天智・天武両天皇との三角関係を想定する理解が一般にあるが、池田弥三郎・山本健吉が『萬葉百歌』でこの2首を宴席での座興の歌ではないかと発言して以来、こちらの説も有力視され学会では通説となっている。晩年の王の歌としては持統天皇の吉野行幸に際して弓削皇子と交わした贈答歌があり、行幸の時期からして60歳前後までは確実に生存していたと推測されている。従って没年は大まかなところ、690年頃としか言えない。

## 異説・俗説

### 臣籍降下したという説
岡部伊都子や梅原猛らは談山神社所蔵の「栗原寺三重塔伏鉢」（国宝）銘文に見える「比売朝臣額田」（ひめのあそみぬかだ）について臣籍降下した額田王の改名とする説を唱えている。もしこの説が正しいとすると額田王は当時藤原氏一族の有力者であった藤原大嶋と再婚し80歳近くまで生きていたことになる。しかし「比売」という氏族は他に現われないので「比売陀」の脱字とみられ、比売陀君が八色の姓の「朝臣」を賜ったものである。比売陀氏は開化天皇の末裔で履中天皇の時に比売陀君を賜ったと古事記にあり、古くから存在する氏族なので額田王の臣籍降下ではありえない。もし「比売陀」とは別に「比売」という氏族が存在したのだと仮定しても、額田王が臣籍降下したのなら「比売真人額田」（ひめのまひとぬかだ）となっているはずであり王族出身の額田王が「朝臣」姓を賜るということはありえないので、この説は成り立たない（ただし上述の威奈氏と同族という説によれば「威奈真人額田」となるが、兄弟たちと異なる「比売」氏を賜るということはありえなくはない）。

### 絶世の美人という説
額田王が絶世の美人であったというのは小説などでは通説となっている。しかし額田王に関する記述がごく限られている以上、その容貌について物語る史料があるわけではない。梶川信行（『創られた万葉の歌人 額田王』）によれば彼女の容貌については上田秋成の『金砂』が早い例だという。つまり上記の三角関係を想定させるような歌から彼女自身のイメージが後附けされたものとの説である。この三角関係についても富士谷御杖（『萬葉集燈』）・伴信友（『長等の山風』）の発言など江戸時代のものが早いと思われる。「伝説」は根強いものでもあるようで、額田が美女であるとの根拠はないとの発言をしたところ聴衆から食ってかかられたこともあると梶川は述べる。これに類する逸話としては、伊藤博も「額田王について一般的にもたれているイメージは確証のあることではない」という趣旨の講演をおこなったところ、或る婦人に内容の撤回を求められたというものがある（『萬葉の歌人と作品』）。聖徳太子についても藤枝晃の講演をめぐって似通った逸話（大山誠一『〈聖徳太子〉の誕生』）がある。

## 作品
『万葉集』には長歌3首、短歌10首が載っているが、短歌のひとつは重出歌なので計12首である。なお、題詞、左注は本項目筆者による自由な編集がある。
- 秋の野のみ草刈り葺き宿れりし宇治のみやこの仮廬(かりいほ)し思ほゆ　(巻1・7)

左注には「山上憶良の類聚歌林によれば648年(大化4年)に比良宮に行幸された孝徳天皇の御歌というが、日本書紀によれば斉明天皇5年3月3日に近江の比良の浦に行幸された」とある。しかし、季節、地理が、また天皇名(標目には皇極天皇の代とある)も合致しない。
- 熟田津(にきたつ)に船乗りせむと月待てば潮もかなひぬ今は漕ぎ出でな　(巻1・8)

左注には「類聚歌林によれば斉明天皇7年1月14日に伊予行幸の際の御製で悲しみの気持ちを表わされた。額田王の歌は別に4首ある」とされている。が、ここには悲しみの情は全く観られないほか、「月」は満月か月の出か、「潮」は潮位か潮流かなど、解釈困難な問題が多い。額田王作と云う4首は伝わらない。
- 莫囂円隣之大相七兄爪謁気わが背子(せこ)がい立たせりけむ厳(いつ)橿(かし)が本(もと)　(巻1・9)

題詞には、紀伊の温泉に行幸された時の作とある。『万葉集』には今日でも解読不能な歌があるが、この一首の、初句、第二句の12文字は難訓の顕著さから余りにも有名である。試訓は60通り以上あるが、現代のテキストの多くは訓を保留している。
- 冬ごもり 春さり来れば 鳴かざりし 鳥も来(き)鳴きぬ 咲かざりし 花も咲けれど 山をしみ 入(い)りても取らず 草深み 取りても見ず 秋山の 木の葉を見ては 黄葉(もみぢ)をば 取りてぞしのふ 青きをば 置きてそ嘆く そこし恨めし 秋山そ我(あれ)は　(巻1・16)

題詞には「天智天皇が藤原鎌足に、春山に咲く花の艶やかさと、秋山の木の葉の彩りで、どちらに深い趣があるかと尋ねられた時に、額田王が判定した歌」とある。
- 味酒(うまさけ) 三輪の山 あをによし 奈良の山の 山のまに い隠(かく)るまで 道の隈 い積もるまでに つばらにも 見つつ行かむを しばしばも 見放(みさ)けむ山を 心なく 雲の 隠さふべしや　(巻1・17)

667年(天智天皇6年)3月、中大兄皇子(天智天皇)は近江に遷都した。題詞には「額田王が近江国に下った時に作った」とある。「うまさけ」「あをによし」は枕詞。
- 三輪山を然(しか)も隠すか雲だにも心あらなも隠さふべしや　(巻1・18)

前掲歌の反歌。左注にも「右の二首は類聚歌林によれば都を近江国に遷した時に三輪山をご覧になって作られた歌」とあるほか、日本書紀から遷都の記事が引用されている。
- あかねさす紫野(むらさきの)行き標野(しめの)行き野守(のもり)は見ずや君が袖振る　(巻1・20)

題詞には「(天智)天皇が蒲生野で狩りをされた時に額田王が作った歌」とある。次の21番歌の左注によれば、この狩りは鹿の若角や薬草を採集する5月5日の薬狩りだった。
- 古(いにしへ)に恋ふらむ鳥はほととぎすけだしや鳴きし我(あ)がおもへるごと　(巻2・112)
  - [参考]古(いにしへ)に恋ふる鳥かもゆづるはの御井(みゐ)の上(うへ)より鳴き渡り行く　(弓削皇子、巻2・111)

この歌に先行する、持統天皇が吉野宮に行幸された時に弓削皇子が額田王に贈った歌(111番歌)に答えた歌である。
- み吉野の玉松が枝(え)は愛(は)しきかも君がみ言(こと)を持ちて通(かよ)はく　(巻2・113)

題詞には「吉野宮から帰り、苔生した松の枝の折り取ったものを贈った時に額田王が返した歌」とある。
- かからむとかねて知りせば大御船(おほみふね)泊(は)てし泊(とま)りに標(しめ)結はましを　(巻2・151)

672年(天智天皇10年)12月3日に天智天皇は崩御した。その際の挽歌のひとつ。題詞に「天皇を殯宮に移した時の歌二首」とあるのみで、左注もないが、歌の末尾に額田王の名がある。
- やすみしし わご大君の 恐(かしこ)きや 御陵(みはか)仕ふる 山科(やましな)の 鏡(かがみ)の山に 夜(よる)はも 夜(よ)のことごと 昼はも 日のことごと 音(ね)のみを 泣きつつありてや ももしきの 大宮人(おほみやひと)は 行(ゆ)き別れなむ　(巻2・155)

題詞に「山科の天智天皇陵から退散する時に額田王が作った歌」とある。「やすみしし」「ももしきの」は枕詞。
- 君待つと我(あ)が恋ひをれば我(わ)が宿の簾(すだれ)動かし秋の風吹く　(巻4・488、巻8・1606)

題詞に「額田王が近江天皇(天智天皇)を思って作った歌」とある。万葉集に重出歌は十数例あるが、この歌は続く鏡王女の歌と共に組になって重出する唯一のものである。

## 関連作品
額田王を扱った作品は数多い。
- 上記「あかねさす紫の花」のエピソードは宝塚歌劇団によって舞台化された。
- 『額田女王』 井上靖の歴史小説。1980年に朝日放送でドラマ化（主演：岩下志麻）。新潮文庫また「井上靖全集」第19巻（新潮社）
- 『茜さす』 永井路子　新潮文庫上下
- 『茜に燃ゆ 小説額田王』 黒岩重吾　中央公論社のち中公文庫　各上下巻
- 『篁破幻草子』 結城光流の小説。
- 『飛鳥の春の額田王』 安田靫彦の歴史画。切手にもなった。
- 『天の果て地の限り』 大和和紀の漫画。「大和和紀自選集」第2巻（講談社）所収。1984年、松竹歌劇団によって「NUKATA 愛の嵐」の題名で舞台化された。
- 『天上の虹』 里中満智子の漫画。額田王の章はOSK日本歌劇団によって舞台化された。
- 『額田王』 藤田素子の漫画。「ロマンコミックス 人物日本の女性史」第3巻（世界文化社）。
- 『夏嵐(からん)-緋の夢が呼ぶもの』 朝香祥の小説。スーパーファンタジー文庫
- 『ねこねこ日本史』そにしけんじの歴史猫4コマ漫画。テレビアニメ版は小林ゆう。